# Gente que Faz
Gente que Faz foi um programa de televisão brasileiro produzido pela TV1 Comunicação, sendo patrocinado pelo banco Bamerindus. Estreou em 1991, com exibição pela Rede Bandeirantes. Sua versão mais conhecida foi levada ao ar a partir de março de 1993, na Rede Globo, antes da edição de sábado do Jornal Nacional, com episódios de três minutos de duração, contando histórias de sucesso envolvendo pessoas e empreendimentos das mais diversas áreas. O programa tinha a narração do ator Gianfrancesco Guarnieri.
O objetivo do programa era valorizar as pessoas comuns, geralmente os empreendedores, mostrando histórias dos "fazedores do Brasil". A produção se tornou um marco na comunicação institucional, vendendo a imagem do banco como uma instituição que acreditava na viabilidade do país através dos brasileiros.
Na Bandeirantes, foram produzidos 60 programas de 1991 até 1992. Já a versão exibida na Globo foi transmitida de março de 1993 a março de 1997, com mais de 200 episódios produzidos no formato de minidocumentários.

## História
A primeira versão do programa estreou em 1991, com exibição às segundas-feiras na Rede Bandeirantes, tendo a apresentação do jornalista Sergio Motta Mello, fundador da produtora. Foram produzidos cerca de 60 episódios de meia hora de duração até 1992. Fitas do programa foram distribuídas às escolas de administração pelo país.
A partir de 1993, passou a ser transmitido na Rede Globo, antes do Jornal Nacional, com episódios de três minutos cada. Até 1994, já havia levantado 62 casos, tendo o apoio de uma equipe de seis jornalistas. O Bamerindus fazia um investimento de US$ 8 milhões anuais para levar ao ar os programas.
A TV1 Comunicação e o banco Bamerindus faziam uma seleção rigorosa antes de levar as histórias ao ar, evitando temas de cunho político ou religioso, muito menos filantropia ou caridade. O programa buscava histórias de personagens que "superaram obstáculos" e que despertassem a "necessidade de acreditar", além de mostrar que a realização depende "do esforço pessoal e da autodeterminação".
Em 1996, o Bamerindus reduziu os investimentos em publicidade como forma de contenção de despesas, fazendo com que o "Gente que Faz" entrasse no processo de reestruturação da empresa. O programa ainda era produzido em 1997, ano em que o Bamerindus sofreu intervenção do Banco Central.

## Prêmios
A iniciativa recebeu prêmios na época. Em 1994, o programa foi premiado na categoria propaganda institucional no prêmio Aberje Brasil 94, da Associação Brasileira de Comunicação Empresarial (Aberje). No mesmo ano, recebeu o prêmio  "Hors Concours' do "Top de Ecologia" promovido pela Associação dos Dirigentes de Vendas do Brasil (ADVB).